# 犬飼真平
犬飼 真平（眞平、いぬかい しんぺい、1854年（嘉永7年10月） - 1924年（大正13年）8月20日）は、日本の政治家、衆議院議員（1期）。

## 経歴
肥後国阿蘇郡宮地村（のち熊本県阿蘇郡宮地町→一の宮町、現・阿蘇市）生まれ。漢籍を修め、巡査、消防夫、宮地村戸長、同村長、学務取締、村会議員、阿蘇郡会議員、熊本県会議員、同常置委員、同参事会員となる。また、熊本軌道(株)取締役を務めた。
1899年、古荘嘉門の辞職による熊本3区の補欠選挙に立候補して当選する。衆議院議員を1期務め、1902年の第7回衆議院議員総選挙は不出馬。1924年死去。